# Wouter van der Vlugt
Wouter van der Vlugt (Luxemburg-Stad, 1970) is een Nederlands beeldhouwer en meubelontwerper, die woont en werkt in Luxemburg.

## Leven en werk
Van der Vlugt observeerde in zijn jeugd zijn vader in diens werkplaats, die amateur-houtbewerker was. Hij studeerde economie, maar koos eind jaren 90 voor de kunst. Als beeldhouwer maakt hij driedimensionale abstracte sculpturen in hout, waarin hij wordt geïnspireerd door vormen uit de natuur.
Wouter van der Vlugt is een tweelingbroer van de schilder Joachim van der Vlugt. In 2001 vormden zij samen met fotograaf Jeannine Unsen, glaskunstenaar Anne-Claude Jeitz en de beeldhouwers Tom Flick en Patrick Meyer het kunstenaarscollectief Sixthfloor. Zij hebben hun ateliers in een oude houtzagerij in Koerich, waar ook vernissages en andere evenementen plaatsvinden.
Hij exposeert in binnen- en buitenland, onder meer tijdens de biënnale Révélations in het Grand Palais in Parijs (2017, 2019) en op de Homo Faber tentoonstelling in Venetië (2022).